# 위빈 (추기경)
위빈(于斌, 1901년 4월 13일 ~ 1978년 8월 16일)은 중화민국 타이완의 가톨릭 추기경이다. 세례명은 바오로이다. 1946년 천주교 중화민국 장쑤 성 난징 대목구장에서 대교구장으로 임명되었으며, 이후 1969년 추기경에 서임되었다.

## 일대기

### 어린 시절

위빈 추기경의 문장

위빈은 청나라 만저우 지역 지린성 창춘에서 출생하였으며 지난날 한때 1904년에서부터 1905년까지 1년간 청나라 만저우 지역 헤이룽장성 쑤이화에서 잠시 유아기를 보낸 적이 있고 이후 1905년에서부터 1906년까지 1년간 청나라 만저우 지역 헤이룽장성 하얼빈에서 잠시 유아기 보냄을 거쳐, 1906년(5세 시절)에 선대 직계 조상의 고향이었던 청나라 만저우 지역 헤이룽장성 란시에 이주를 하여 이후 그곳에서 성장하였다. 1908년 7세 때 만저우 지역에 번진 풍토병으로 인하여 부모를 잃고 고아가 된 그는 1914년 세례를 받은 후 사제가 되기 위해 일찍이 신학문을 수용했던 친조부의 후원으로 란시 인근에 있는 신학교에 입학하였다.

### 청년 시절
그 후 로마에 가서 교황청립 산아폴리나레 대학교에서 공부하기 전까지 헤이룽장의 지방 사범학교와 예수회가 설립한 상하이의 아우로라 대학교와 기린성 신학교에서 공부하였다. 또한 그는 페루자 대학교에서도 공부하여 정치학 분야에서 박사 학위를 받았다.
위빈은 1928년 12월 22일 사제 서품을 받았으며, 1933년 대학교에서 공부를 마치고 중화민국에 돌아왔다. 귀국 후, 그는 중국 가톨릭 운동 지도자, 중국 주재 교황대사, 대학 교수, 중국 가톨릭 학교 교장 등으로 활동하였다.

### 중년 시절 이후
1936년 7월 17일 위빈은 교황 비오 11세에 의해 난징 대목구장과 소주사의 명의주교에 임명되었다. 1937년, 일본군은 난징을 점령하면서 제2차 세계대전 동안 미국에 머물렀던 위빈을 잡기 위해 현상금 100,000달러를 제시하였다. 1943년 위빈은 미국에 머물면서 중국에 있는 미국인 교사, 의사, 그리고 기술자들을 위한 고용 소개소 설립을 계획하였다. 이에 아울러 중국인 성직자들을 지원하기 위해 미국 하원이민위원회에서 중국인들이 미국에 입국할 수 있도록 허락하는 법안과 미국 주재 중국인들에게도 미국 시민권을 부여해주는 두 법안에 대하여 지지한다는 의사를 표명하였다. 중국으로 돌아온 후, 위빈은 1946년 4월 11일 교황 비오 12세에 의하여 성직품이 한 단계 올라가서 대주교로 승품되었다.
1949년, 국공 내전의 격랑 속에 중화인민공화국이 들어서면서 위빈은 자신의 교구 소재지인 난징에서 추방되었으며, 결국 미국으로 망명하였다. 미국에서 망명생활을 하는 동안 위빈 대주교는 중국계 미국인들을 돕고 공산정권을 피해 중국 대륙 본토에서 타이완으로 피난 온 중국인들을 위한 기금을 모금하는 데 앞장섰다. 1962년 타이완에 정착한 위빈은 1962년에서부터 1965년까지 개최된 제2차 바티칸 공의회에 참석하였으며, 1969년 4월 28일 교황 바오로 6세에 의해 제수디빈라보라토레 성당의 사제급 추기경에 서임되었다.

### 만년과 별세
위빈은 77세 되던 해에 로마에서 만성 심근 경색으로 선종하였다.